# Plano Alto (minissérie)
Plano Alto é uma minissérie brasileira produzida e exibida pela Record entre 30 de setembro a 17 de outubro de 2014. Escrita por Marcílio Moraes com a colaboração de Joaquim Assis e Aline Bargati, sob direção de Leonardo Miranda e Nádia Bambirra e direção geral de Ivan Zettel.
Conta com Gracindo Júnior, Milhem Cortaz, Paulo Gorgulho, Esther Góes, Jussara Freire, Daniela Galli, Raul Gazolla e Victor Fasano nos papeis principais.

## Produção
Preocupado com eventuais interpretações políticas do trabalho, o autor Marcílio Moraes registrou uma mensagem em seu blog pessoal, na qual afirma não ter a intenção de fazer uma denúncia, mas sim propor uma análise sobre os bastidores da política.

| “ | Quero esclarecer que minha série “Plano Alto” não se insere num gênero que poderíamos chamar “denuncista”. Minha intenção não é denunciar malfeitos e escândalos da política nacional. O que eu quero é fazer uma análise adulta dos bastidores da política. O que chamo de análise adulta é uma perspectiva que se contrapõe à visão infantil muito comum no país de se decepcionar com a política porque ela se rege pela lógica do poder. As pessoas ficam esperando que políticos devem ser bonzinhos, puros, como papais-noéis. Não percebendo o jogo como ele de fato é, acabam votando exatamente nos enganadores, nos que se apresentam como salvadores, etc. Visão crítica, isso que eu quero | ” |

Uma 2ª temporada foi confirmada pela RecordTV em 2015, retornando a grade no ano seguinte, mas acabou sendo cancelada.

## Enredo
Guido Flores (Gracindo Júnior) lutou contra a ditadura na década de 1970, sendo exilado e retornando ao Brasil no fim da década de 1980, onde galgou posições na política até chegar ao cargo de governador do Rio de Janeiro. No passado, ele teve um caso com Dora (Jussara Freire) e um filho com ela, João Titino (Milhem Cortaz), que se tornou líder dos caras-pintadas durante o Impeachment de Fernando Collor e fez carreira na política inicialmente como maior opositor ao pai por ser tido como bastardo, mas que posteriormente se tornou aliado dele ao ser reconhecido como primogênito. Anos depois, Guido se casou com Yolanda (Esther Góes), uma mulher infeliz por ter abdicado da carreira para se tornar primeira-dama, tendo com ela sua filha mais nova, Maria Luísa (Francisca Queiroz), que odeia política.
Candidato a presidência em primeiro lugar nas pesquisas, ele vê sua vida política ruir quando, a um mês das eleições, começam a surgir acusações de corrupção e lavagem de dinheiro em sua campanha, culminando em uma inquérito aberto por Hernani (Victor Fasano) no Ministério Público. As acusações são trazidas ao conhecimento público pelo jornalista Carlos Alberto (Juan Alba), ironicamente genro de Guido, que decide expor os fatos para se vingar de Maria Luísa ao descobrir sua traição com o deputado Geraldo (Floriano Peixoto). Guido conta com a ajuda de João e da esposa dele, Júlia (Daniela Galli) – uma deputada ambiciosa e que adora o poder – para limpar seu nome e investigar quem está por trás das acusações, desconfiando do atual presidente, Ângelo (Paulo Gorgulho), que tenta a reeleição e está em segundo lugar nas pesquisas, e do deputado Papudo (André Mattos), líder da oposição sem nenhum escrúpulo.
Além disso, a trajetória político-social da família começa a tomar a terceira geração, quando seu neto Rico (Bernardo Falcone) se envolve nas manifestações de 2013 e também com Lucrécia (Carla Diaz), amiga de sua namorada Paula (Mariah Rocha), uma jornalista ambiciosa que usa do relacionamento para se aproximar dos poderosos. Nos bastidores dos jogos políticos ainda há Renata (Raquel Nunes), esposa de Papudo que acredita em Guido e investiga por conta o próprio marido na expectativa de desmascará-lo; Geraldo, deputado ambíguo que vai para o lado que bem lhe convém e se torna suspeito das acusações; e Melissa (Camila Rodrigues), a chefe de gabinete de Guido instruída por Yolanda a seduzir João e tentar descobrir se tudo não se trata de um golpe do filho bastardo.

## Elenco
| Ator                | Personagem                              |
| ------------------- | --------------------------------------- |
| Gracindo Júnior     | Governador Guido Flores                 |
| Milhem Cortaz       | Deputado João Titino Flores             |
| Paulo Gorgulho      | Presidente Ângelo Torril                |
| Esther Góes         | Yolanda Alcântara Flores                |
| Jussara Freire      | Dora Titino                             |
| Daniela Galli       | Deputada Júlia Titino                   |
| Raul Gazolla        | Delegado Santeiro                       |
| Victor Fasano       | Secretário de Segurança Hernani Moreira |
| Floriano Peixoto    | Deputado Geraldo Rebolo                 |
| Juan Alba           | Carlos Alberto Guimarães                |
| Francisca Queiroz   | Maria Luisa Flores Guimarães            |
| André Mattos        | Deputado Luis Siqueira (Papudo)         |
| Carla Diaz          | Lucrécia Bezerra                        |
| Beni Falcone        | Frederico Titino Flores (Rico)          |
| Camila Rodrigues    | Melissa Martins                         |
| Raquel Nunes        | Renata Siqueira                         |
| Giuseppe Oristanio  | Acácio Cunha (Traçado)                  |
| Nill Marcondes      | Álcio Cunha                             |
| Mariah de Moraes    | Paula Castro                            |
| Bemvindo Sequeira   | Frederico Leão                          |
| Bia Montez          | Investigadora Soninha                   |
| Flávia Monteiro     | Enfª. Soraia Ribas                      |
| Henri Pagnoncelli   | Dr. Jorge Ubirajara                     |
| Alexandre Barillari | Camargo                                 |
| Babi Xavier         | Claudia                                 |
| Sandro Rocha        | Aldomar                                 |
| Lana Rodes          | Arlete                                  |
| Janaína Ávila       | Adriana Rebolo                          |
| Bruno Padilha       | Josimar                                 |
| André Ramiro        | Enf. Alfredo Carvalho                   |
| Paulo Hamilton      | Ramos                                   |
| Isabelle Ribas      | Maísa Siqueira                          |

### Participações especiais
| Ator              | Personagem |
| ----------------- | ---------- |
| Robertha Portella | Jornalista |
| Fernando Sampaio  | Jornalista |
| Jandir Ferrari    | Casemiro   |
| Mateus Rocha      | Soares     |
| Camilo Bevilacqua | Franco     |

## Recepção

### Audiência
Plano Alto estreou na Rede Record em terceiro lugar com 4,7 pontos na Grande São Paulo e perdeu para o SBT, que exibia o filme Jet Li Contra o Tempo que teve 8,2 no Cine Espetacular. Na Rede Globo era exibido debates entre candidatos ao governo de São Paulo que cravou 14 pontos.
O segundo episódio caiu para 4,0 e também fechou atrás de Globo e SBT. O terceiro episódio caiu 30% e marcou 3,3 pontos, metade do concorrente A Praça É Nossa, que marcou 6,9. O último episódio registrou 3,1 pontos na Grande São Paulo, fechando em quarto lugar, atrás da reprise do Pânico na Band que teve 3,2. No mesmo horário, o SBT marcou 7,9 e a Rede Globo cravou 12. Desde o primeiro capítulo, quando marcou 4,0 pontos, a minissérie perdeu 52% de público.

### Crítica
Para Mauricio Stycer, "Plano Alto faz reflexão política inteligente, filmada com vastos recursos e muito cuidado, planos pouco convencionais e ótima direção de atores, Plano Alto também chama a atenção pelo roteiro complexo.

## Trilha sonora
| N.º | Título                                   | Música           | Duração |  |
| 1.  | "A Massa"                                | Pitty            |         |  |
| 2.  | "Comportamento Geral"                    | Gonzaguinha      |         |  |
| 3.  | "O Que é, o Que é?"                      | Gonzaguinha      |         |  |
| 4.  | "Pra não dizer que não falei das flores" | Charlie Brown Jr |         |  |
| 5.  | "Pra não dizer que não falei das flores" | Zé Ramalho       |         |  |
| 6.  | "Teto de Vidro"                          | Pitty            |         |  |

## Prêmios e Indicações
| Ano  | Prêmio      | Categoria                         | Indicado      | Resultado | Ref.   |
| ---- | ----------- | --------------------------------- | ------------- | --------- | ------ |
| 2014 | Prêmio F5   | Série ou Minissérie do Ano        | Plano Alto    | Indicado  | [ 33 ] |
| 2014 | Prêmio F5   | Ator do Ano (série ou minissérie) | Milhem Cortaz | Indicado  | [ 34 ] |
| 2014 | Troféu APCA | Melhor obra de dramaturgia        | Plano Alto    | Indicado  | [ 35 ] |